# Sejrøgade
 Der er for få eller ingen kildehenvisninger i denne artikel, hvilket er et problem. Du kan hjælpe ved at angive troværdige kilder til de påstande, som fremføres i artiklen.

Sejrøgade er en gade på Østerbro, mellem Lyngbyvej og Sankt Kjelds Plads. Gaden er 430 meter lang. Gaden blev navngivet i 1923 efter Sejerø, der ligger i Kattegat ud for Kalundborg.

## Gadens historie
I midten af 1900-tallet var der i nr. 9 Autosadelmagerværkstedet ved E.V. Lauritzen og Aa. Kaas Thomsen. I 1930 fandt man garageejer Valdemar Kühn der.
I mere end 25 år havde Tømrerfirmaet Th. P. Stillinge & Co. adresse i nr. 11 og 13. Brødrene Friis-Hansen havde i nr. 15 Automobilforretning, -værksted og -reservedele.
I dag præges gaden af både beboelse, erhvervsejendomme og servicefunktioner til centret på Lyngbyvej.

## Nævneværdige bygninger i gaden
Nr. 1-5 er nyklassicistisk rødstensbyggeri fra 1924, tegnet af den flittige Christian Mandrup-Poulsen, bemærk det meget store murstik henover porten.
Nr. 7 er Gouda Rejseforsikrings og Audio Medias kontorer fra 1991. Danbolig A/S holder også til her. Skalmuren er i røde mursten og tagetagen er beklædt med sort metal. Der er et temmelig komplekst indgangsparti på hjørnet.
Nr. 11 rummer Danmarks Statistik, som flyttede derind i 1973. Selve huset er meget lidt imødekommende med sine smalle vinduer bag fremspring af røde mursten, men indgangspartiet viser lidt humor: På blankt metal er der en masse hvide tal i forskellige skrifttyper, der naturligvis henviser til al den talindsamling og bearbejdning der foregår der.
Den modsatte side rummer i og for sig ikke reelle adresser, men er bl.a. indgang til centret og til en bager, hvilket ses af det store kringleskilt med en slap krone på. Som om beklædningen med ral ikke var slem nok, så er der en helt enestående hjørnesøjleløsning: Bag uoplukkelige vinduer kan man se en søjle – og intet andet. Dernæst følger parkeringspladser bag gråmalede betonmure afsluttet med en klat græs, hvorpå der står to tapre birketræer, omkransede af lidt hæk.